# Middletown (Iowa)
Middletown é uma cidade localizada no estado americano de Iowa, no Condado de Des Moines.

## Demografia
Segundo o censo americano de 2000, a sua população era de 535 habitantes.
Em 2006, foi estimada uma população de 524, um decréscimo de 11 (-2.1%).

## Geografia
De acordo com o United States Census Bureau tem uma área de 1,6 km², dos quais 1,6 km² cobertos por terra e 0,0 km² cobertos por água.

## Localidades na vizinhança
O diagrama seguinte representa as localidades num raio de 16 km ao redor de Middletown.